# Modern Combat 2: Black Pegasus
Modern Combat 2: Black Pegasus es un videojuegos de disparos en primera persona desarrollado y publicado por Gameloft para Android, Xperia Play y BlackBerry PlayBook como parte de la serie Modern Combat. Es una secuela de Modern Combat: Sandstorm de 2009 y presenta nuevos entornos, gráficos actualizados y un multijugador más robusto. En 2011 se lanzó una secuela, titulada Modern Combat 3: Fallen Nation. A esto le siguió Modern Combat 4: Zero Hour de 2012 y Modern Combat 5: Blackout de 2014.

## Jugabilidad
La jugabilidad de Black Pegasus es bastante similar a la de su predecesor, y también similar a Call of Duty 4: Modern Warfare y Call of Duty: Modern Warfare 2, mientras los jugadores viajan a través de varios entornos, como una montaña nevada y una jungla. Hay tres personajes controlables en el juego; Teniente "Jefe" Warrens (el protagonista de Sandstorm), Sergeant Anderson y Private Newman, que son miembros de Delta, Razor y Mustang. Escuadrones, respectivamente.
El juego se controla mediante botones virtuales en pantalla; se usa una palanca de control virtual a la izquierda de la pantalla para el movimiento, mientras que apuntar se logra deslizando el dedo sobre la pantalla táctil. Los controles Giroscopio se incluyen en el iPhone 4 y en la iPod Touch de cuarta generación. El jugador también puede agacharse, lanzar granadas, usar las miras de hierro de sus armas, recargar, cambiar de arma, recoger diferentes armas, cuchillo enemigos, mantle obstáculos y dispara usando botones e indicaciones en la pantalla táctil. Todos los controles se pueden personalizar desde el menú principal. La campaña para un jugador también incluye Quick time event.
Los gráficos han avanzado considerablemente desde el juego anterior, debido a la potencia de un nuevo motor. En dispositivos de cuarta generación que utilizan una Retina Display, los gráficos son aún mejores.

### Multijugador
Además de la campaña para un jugador, el juego también incluye un modo multijugador en línea para hasta 10 jugadores, una mejora drástica respecto de los cuatro de Sandstorm'. Los modos incluyen "Capturar la bandera", "Deathmatch", "Team deathmatch" y un modo en el que un equipo intenta desactivar una bomba mientras el otro equipo la protege ( "Demolición"). Matar enemigos y asegurar objetivos gana puntos de experiencia, lo que permite a los jugadores subir de nivel hasta 72 rangos, ascender en la clasificación global y desbloquear nuevas armas y bonificaciones. El anfitrión del partido puede seleccionar el número de jugadores, el límite de tiempo, el límite de puntuación y si desea o no permitir "Apuntar asistencia" y "Regeneración de salud".
El 12 de abril de 2011, contenido descargable (DLC) se lanzó por $ 1,99 con el nombre "Modern Combat 2: Black Pegasus Multiplayer Map Pack 1". Incluía tres mapas nuevos ("Bunker", "Battlefield" y "Shanty Town"), todos basados en niveles del juego. La actualización también solucionó algunos errores del juego, como matar a compañeros de equipo, y agregó una nueva apariencia al mapa "Jungle".

## Trama
El juego comienza con dos miembros del Escuadrón Mustang encarcelados en el recinto del terrorista internacional Pablo. Pablo interroga al soldado Newman hasta que lo noquean con la culata de un rifle en la cabeza. El soldado Downs luego rescata a Newman e intentan escapar. Sin embargo, después de entrar en otra parte del complejo, son atrapados en una emboscada.
Luego, el juego cambia en el tiempo antes de la captura de Newman y Downs, cuando el teniente Mike "Chief" Warrens y el Escuadrón Delta asaltan una plataforma petrolera en el Medio Oriente en un intento de encontrar Kali Ghazi (un subordinado de Abu Bahaa; el antagonista de Sandstorm). La misión es un éxito, pero varios hombres se pierden durante los combates. El Escuadrón Delta interroga a Kali y lo convence de que revele el nombre de su nuevo jefe.
Mientras tanto, el sargento. Anderson y Razor Squad escoltan a Azimi, un político del Medio Oriente, mientras viaja a la seguridad de la embajada estadounidense para mantener conversaciones de paz. El convoy es atacado "en el camino", pero logra llegar a la embajada sólo para descubrir que la embajada misma ha sido atacada. El escuadrón salva a los rehenes estadounidenses restantes, pero luego descubre que el propio Azimi es en realidad un terrorista. Durante la batalla posterior, Azimi muere.
Siguiendo la información proporcionada por Kali Ghazi, el Escuadrón Mustang viaja al complejo de un traficante de armas de Europa del Este llamado Nikkitich. Abriéndose camino a través de una planta de energía, Newman finalmente encuentra a Nikkitich dentro de un tanque. Nikkitich se rinde y entrega a su jefe, Popovich, que tiene conexiones con los demás líderes de la célula terrorista. El Escuadrón Mustang ataca el búnker de Popovich, y Newman y Downs se dirigen a un búnker de la época de la Guerra Fría para encontrar a Popovich. Sin embargo, ellos mismos son capturados y llevados al recinto de Pablo.
Luego, el juego continúa con Newman y Downs atrapados en la emboscada. Sobreviven y logran escapar en un helicóptero que los esperaba. Actuando según la información proporcionada por Newman y Downs, Razor Squad luego se dirige a la villa privada de Pablo, donde se cree que se esconde. Atacan la villa, pero Pablo escapa a un barrio de chabolas cercano. Después de conocer al traductor de Pablo, Anderson sigue a Pablo y destruye un helicóptero que lo protege. Después de una breve pelea, Anderson mata a Pablo metiéndole una granada en la boca y tirando del seguro.

## Armas
Mientras que "Sandstorm" tenía sólo siete armas, "Black Pegasus" tiene quince; incluyendo múltiples pistolas, dos SMG, varios rifles de asaltos, dos rifles de francotiradors, dos escopetass y un [[Cohete] Granada propulsada|RPG]], entre otros. Las armas también pueden equiparse con accesorios como miras de punto rojo o silenciadores.
Cuando los jugadores comienzan con el modo multijugador, solo pueden usar un AK-47 y una Beretta M9. A medida que los personajes ganan experiencia, desbloquean nuevas armas y "habilidades", como una mayor velocidad de movimiento. En el modo multijugador, existen variaciones para varias de las armas. Los ejemplos incluyen una mira de punto rojo en el MN106 y silenciadores para muchas armas secundarias. Estas variaciones otorgan ventajas al arma y, en algunos casos, ligeras desventajas. Se desbloquean después de desbloquear todas las armas principales.
Las armas incluyen un AK-47, un S1 Custom, un M40A3, una M249, un MN106 (un rifle de asalto ficticio basado en el M16A3 de la vida real), un Benelli M4, un Dradonitch (rifle de francotirador semiautomático ficticio basado en el [[rifle de francotirador Dragunov] de la vida real ]]), un RPG-7, una Beretta M9, un MAC-11, un Desert Eagle y un MP5.

## Recepción
Black Pegasus ha recibido críticas extremadamente positivas, incluso mejores que las de su predecesor. La versión para iPhone recibió "aclamación universal" según el sitio web agregación de reseñas Metacritic.
Levi Buchanan de IGN dijo: "Modern Combat 2 es el mejor shooter de Gameloft hasta el momento, [...] incluso mejor que N.O.V.A.. Pero es un juego en línea que realmente lleva las cosas al siguiente nivel, con ventajas persistentes que te inspiran a seguir jugando. Se lo recomiendo a cualquiera que busque un gran juego de disparos para su iDevice". =IGN /> Chris Hall de 148Apps dijo: "los gráficos son fantásticos, el sonido es excelente (especialmente con auriculares), la selección de armas es de primera categoría, el modo multijugador es excelente y los controles son fácilmente los mejores que he visto". "Los fanáticos del género FPS ciertamente no se sentirán decepcionados con "Modern Combat 2". Si estabas esperando un verdadero juego de disparos en primera persona para el iPhone, ahora es el momento". Andrew Nesvadba de AppSpy argumentó que mejoró exponencialmente en Sandstorm y dijo: "Modern Combat 2: Black Pegasus no solo continúa la franquicia, sino que parece mucho más. más y el tiempo dedicado a esperar por este juego de disparos épico no estuvo exento de beneficios [...] Los magníficos gráficos optimizados para Retina y la campaña para un jugador son más que suficientes para justificar la adquisición de Modern Combat 2: Black Pegasus, pero el El modo multijugador delicioso y brutalmente divertido lo garantiza todo y los fanáticos de la acción realmente deberían convertirlo en su próxima gran compra".
Tracy Erickson de Pocket Gamer escribió sobre la versión para iPhone, "aunque probablemente no pasará mucho tiempo antes de que un nuevo juego suba el listón, Modern Combat 2 tiene para ahora establece el nuevo estándar de disparos." Chris Reed de Slide to Play lo llamó "guerra moderna sobre la marcha de primer nivel" y elogió la función multijugador. Slide to Play's Chris Reed called it "top notch modern warfare on the go" and praised the multiplayer feature. TouchArcade's Eli Hodapp dijo, "no hay absolutamente nada igual en la App Store [...] El jugador individual, mientras Completamente cliché  [sic], es extremadamente divertido de jugar y el modo multijugador en línea es increíble. Los miembros de nuestro foro se han vuelto locos con el juego y, tal como está, Modern Combat 2 es el rey del iPhone. tiradores personales Por ahora, de todos modos."
Matt Dunn de TouchGen', que había sido algo crítico con el primer juego, volvió a criticar la trama del segundo juego ("la campaña para un jugador sufre casi todos los mismos problemas que sufrió el juego original from La historia es casi inexistente, y se limita a unas pocas frases antes de cada misión y algunos diálogos limitados dentro del juego"), y también criticó algunas mecánicas del juego ("desde un punto de vista técnico, MC2 deja algo que desear. La detección de colisiones para las balas es bastante mala, especialmente cuando se dispara, aproximadamente la mitad de las veces, un disparo directo a la cabeza no le hará nada al enemigo o se registrará como un disparo al cuerpo. Las granadas y las explosiones también son inconsistentes"), pero elogiaron los gráficos ("Modern Combat 2 es un juego de apariencia fantástica, con algunos de los mejores gráficos que he visto en un shooter de la App Store. El juego luce nítido y claro tanto en un jugador como en multijugador, y es uno de esos juegos del tipo "muéstralo a tus amigos", para aquellos que dudan de la potencia gráfica del Procesador A4 en el iPhone") y el modo multijugador ("el juego multijugador de MC2 es una auténtica maravilla y se siente muy sólido [...] Si eres fanático de los juegos de disparos en línea, pero no te importan los menús torpes o la imposibilidad de jugar fácilmente con amigos, esto es el juego para ti. Las partidas online de 5 contra 5 son intensas y los diferentes tipos de juego ofrecen una buena variedad de opciones de juego. La adición de firmas de clasificación y muerte te mantendrá jugando por un tiempo, y los magníficos gráficos realmente dan la sensación de que esto es mucho más que un juego para dispositivos móviles").
Sin embargo, el único crítico que le dio una crítica negativa a la versión de iOS fue James Stephanie Sterling de Destructoid, quien afirmó: "Cuando funciona, Black Pegasus es una experiencia decente. , pero no es un parche en el primer juego. Los controles están mal ubicados y todo el juego se siente descuidado y apresurado, lo cual es un comportamiento abismal por parte de quien suele ser uno de los mejores desarrolladores de iOS en el negocio. Ah, y nadie está jugando al modo multijugador".